# Barbora Špotáková
Barbora Špotáková (* 30. června 1981 Jablonec nad Nisou) je česká sportovní funkcionářka, členka armádního sportovního centra Dukly Praha a bývalá atletka závodící v hodu oštěpem. Od 13. září 2008 drží ženský světový rekord v hodu oštěpem výkonem 72,28 metru. Nejdelší hody ze všech oštěpařek předvedla v sezónách 2008, 2010–2012 a 2014. Od dubna 2024 je místopředsedkyní Českého atletického svazu.
Na Letních olympijských hrách 2008 v Pekingu a letní olympiádě 2012 v Londýně se stala olympijskou vítězkou. Zlatou medaili tak obhájila jako první oštěpařka od Ruth Fuchsové v roce 1976. Třikrát zvítězila na mistrovství světa a evropský šampionát ovládla v roce 2014. Na vrcholných světových soutěžích získala celkem jedenáct medailí, historicky nejvíce ze všech českých atletek. Aktivní oštěpařskou kariéru ukončila v září 2022. Dříve se věnovala také víceboji.
V roce 2008 obdržela Cenu Jiřího Gutha-Jarkovského. V letech 2008 a 2012 vyhrála českou anketu Sportovec roku. Mezi lety 2007–2017 devětkrát zvítězila v české anketě Atlet roku. V roce 2012 ji prezident republiky Václav Klaus vyznamenal Medailí Za zásluhy.

## Osobní život
K atletice ji přivedli v rodném Jablonci nad Nisou rodiče. Matka Ludmila je bývalá vrcholová atletka a v Jablonci učila tělesnou výchovu na sportovní škole. Otec František se věnoval běhům a desetiboji. Oba rodiče i bratr jsou stále aktivními atlety. Svoji matku vedla v roce 2012 na veteránském mistrovství Evropy jako trenérka. Rodiče se do Jablonce přistěhovali za prací z Havířova, kde se narodil její starší bratr. Otec je původem Slovák a Maďar. Po babičce umí Špotáková maďarsky. Matka má kořeny v Itálii.

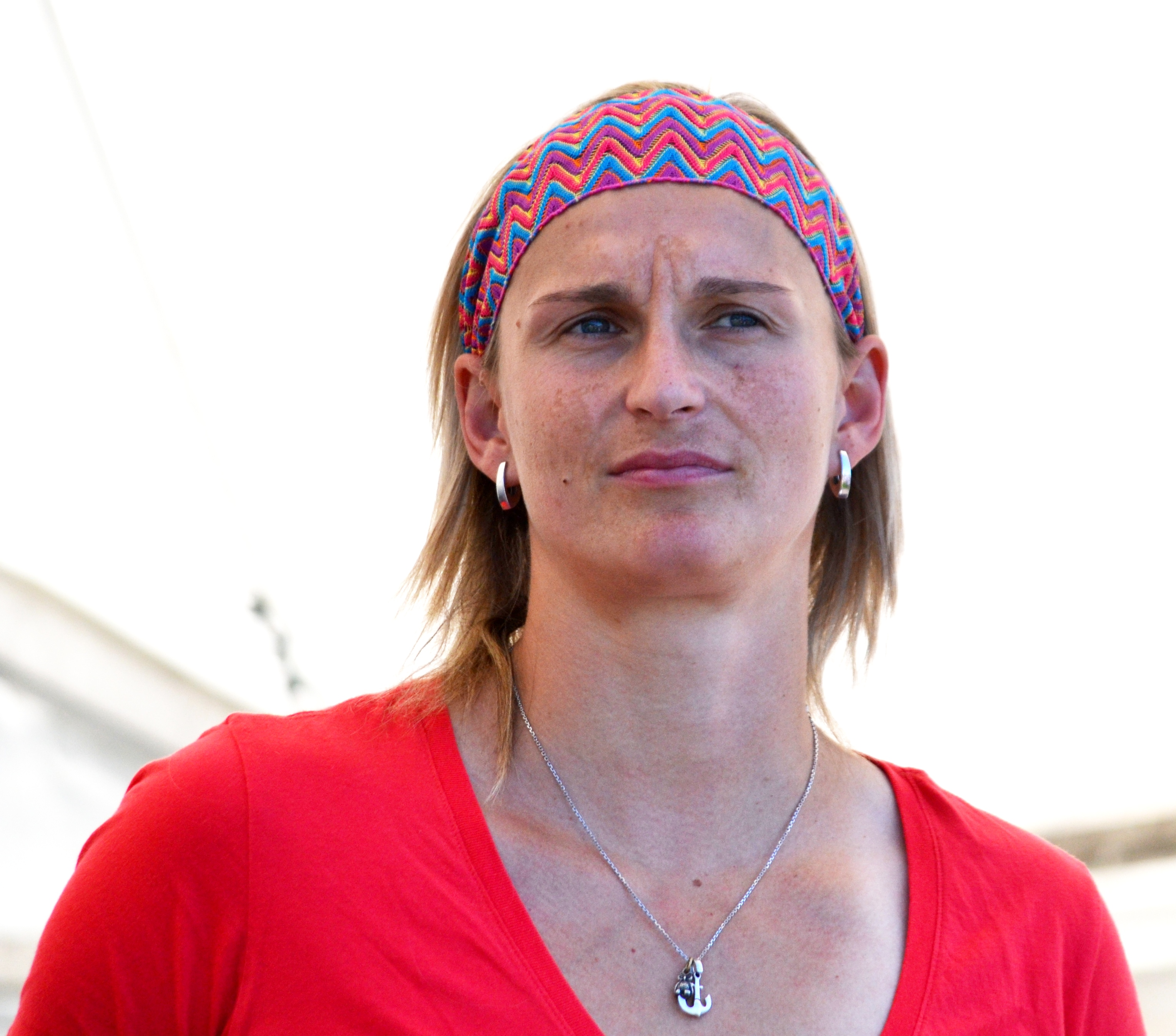
Špotáková na Prague Barefoot Run 2014

V roce 1995 složila přijímací zkoušky na Gymnáziu Přípotoční v Praze, které se nachází ve Vršovicích nedaleko stadionu SK Slavia Praha. Jak prohlásila v pořadu ČT Na slovíčko, hlavním iniciátorem přesunu do Prahy byla její matka. Ve svých začátcích ve velkoměstě si kvůli nedostatku financí musela přivydělávat brigádami uklízením kanceláří. Během studií na střední škole měla problémy se životosprávou. Pravidelně navštěvovala koncerty undergroundových skupin, především punkového ražení spojené s pitím alkoholu.
V květnu 2009 absolvovala Českou zemědělskou univerzitu v Praze, obor Udržitelný rozvoj biosféry na Fakultě agrobiologie, potravinových a přírodních zdrojů (Ing.).
Jejím životním partnerem je profesionální hasič Lukáš Novotný. Poznali se díky její kamarádce na volejbalovém turnaji smíšených dvojic v Sýkořici v roce 2006. V listopadu 2012 oznámila, že čeká dítě a na čas přeruší sportovní kariéru. Dne 24. května 2013 se jí narodil syn Janek. Ke sportu se vrátila koncem roku 2013, aby se stihla připravit na ME 2014 v Curychu. Druhý syn Darek se jí narodil 14. července 2018.

## Sportovní kariéra
Na počátku své kariéry se věnovala sedmiboji, na juniorském mistrovství světa v atletice v roce 2000 v této disciplíně vybojovala čtvrté místo. Oštěpu se začala více věnovat během svého ročního studijního pobytu ve Spojených státech.
Po návratu ze Spojených států se zúčastnila ME do 22 let v roce 2002 v Mnichově, kde zaujala i Jana Železného, který jí začal pomáhat s přípravou. Pak však její kariéru na čas zbrzdily zdravotní problémy. Dlouhodobé potíže s kolenem vyvrcholily na podzim roku 2003 operací, při které jí byl vyjmut nezhoubný nádor z holeně. V roce 2004 již naplno trénovala, na olympiádě v Aténách však koleno stále ještě nebylo zcela v pořádku, což její výkon značně limitovalo.
V roce 2005 získala zlatou medaili na Světové univerziádě. Její nejlepší výkon sezóny 65,74 m ji posunul na druhé místo českých historických tabulek. V červenci 2006 na mítinku v Helsinkách překonala český rekord Nikoly Brejchové výkonem 66,00 m. Na ME 2006 ve švédském Göteborgu v kvalifikaci znovu překonala český rekord výkonem 66,12 m, ve finále obsadila druhé místo výkonem 65,64 m. O osmnáct centimetrů ji přehodila Němka Neriusová.

### Mistrovství světa 2007 v Ósace
Na MS 2007 v Ósace získala zlatou medaili, když ve finále hodila oštěp na značku 66,40 a poté až na 67,07 metru, čímž dvakrát překonala vlastní český rekord. Favorizovanou Němku Obergföllovou, do té doby v sezóně neporaženou, přehodila o 61 cm. Na konci sezóny 2007 vyhrála Světové atletické finále ve Stuttgartu. Kromě obhajoby prvního místa z roku 2006 opět o dalších pět centimetrů vylepšila rekord ČR na 67,12 metru. Úspěšný rok završila vítězstvím v anketě Atlet roku 2007.  V roce 2008 na mítinku v Zaragoze 31. května vylepšila český rekord na 69,15 metru. Tím se zapsala na 4. místo historických tabulek ženského oštěpu (po změně těžiště).
V listopadu 2014 ukončila spolupráci s trenérem Železným.

### Letní olympiáda 2008 v Pekingu

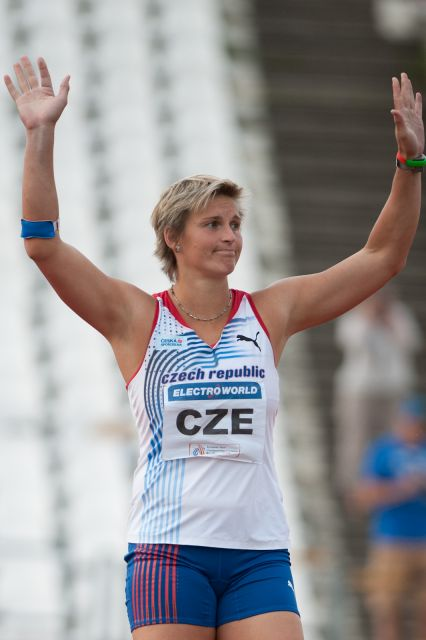
Špotáková na Mistrovství Evropy družstev 2010, kde na budapešťském Stadionu Ference Puskáse vyhrála soutěž oštěpařek

Dne 21. srpna 2008 se stala olympijskou vítězkou na LOH 2008 v Pekingu, když v posledním šestém pokusu hodila nový evropský rekord 71,42 m a překonala jím do té doby vedoucí ruskou oštěpařku Marii Abakumovovou. Za tento úspěch byla počátkem září 2008 povýšena do hodnosti nadporučice. Kapela Tři sestry pro ni po olympijské zlatu z Pekingu 2008 složila píseň „Čtvrtá sestra“.

### Světová rekordmanka ze Stuttgartu
Dne 13. září 2008 se stala výkonem 72,28 m světovou rekordmankou v hodu oštěpem, jímž vyhrála  Světové atletické finále ve Stuttgartu. Jednalo se o nejdelší hod od změny těžiště ženského oštěpu, k níž došlo 1. dubna 1999. Po Daně Zátopkové se stala druhou Češkou v historii, které se to povedlo. Jako první žena dokázala s novým typem oštěpu hodit přes hranici 72 metrů.
Dne 10. ledna 2009 byla vyhlášena vítězkou ankety Sportovec roku 2008 v České republice.

### Mistrovství světa 2009 v Berlínu
Na MS 2009 v Berlíně vybojovala stříbrnou medaili výkonem 66,42 m. Překvapivou vítězkou se stala německá veteránka Neriusová, která hodila 67,30 m.
V roce 2010 triumfovala v nově vzniklé Diamantové lize. Na závěrečném mítinku v Curychu ji sice porazila Němka Obergföllová, druhé místo však Špotákové bezpečně zajistilo vítězství v premiérovém ročníku štědře dotované soutěže. Po jedenácti letech spolupráce opustila v téže sezóně trenéra Rudolfa Černého a přešla do skupiny Jana Železného.

### Mistrovství světa 2011 v Tegu
Na MS 2011 v korejském Tegu vybojovala dne 2. září 2011 původně stříbrnou medaili skvělým výkonem 71,58 m (třetí nejdelší hod v historii po změně těžiště ženského oštěpu). Delší hod v hodnotě světového rekordu drží jen sama Špotáková (72,28 m z roku 2008) a její přemožitelka z Tegu, Ruska Maria Abakumovová. Ta předvedla v páté sérii národní rekord 71,99 metru a brala zlatou medaili, o kterou však později přišla z důvodu potvrzeného dopingového nálezu, a zlato tak připadlo Barboře Špotákové. Závod v Tegu byl zřejmě nejkvalitnějším oštěpařským finále v historii ženské atletiky, leč později poznamenaný dopingovým nálezem ruské závodnice.

### Letní olympiáda 2012 v Londýně

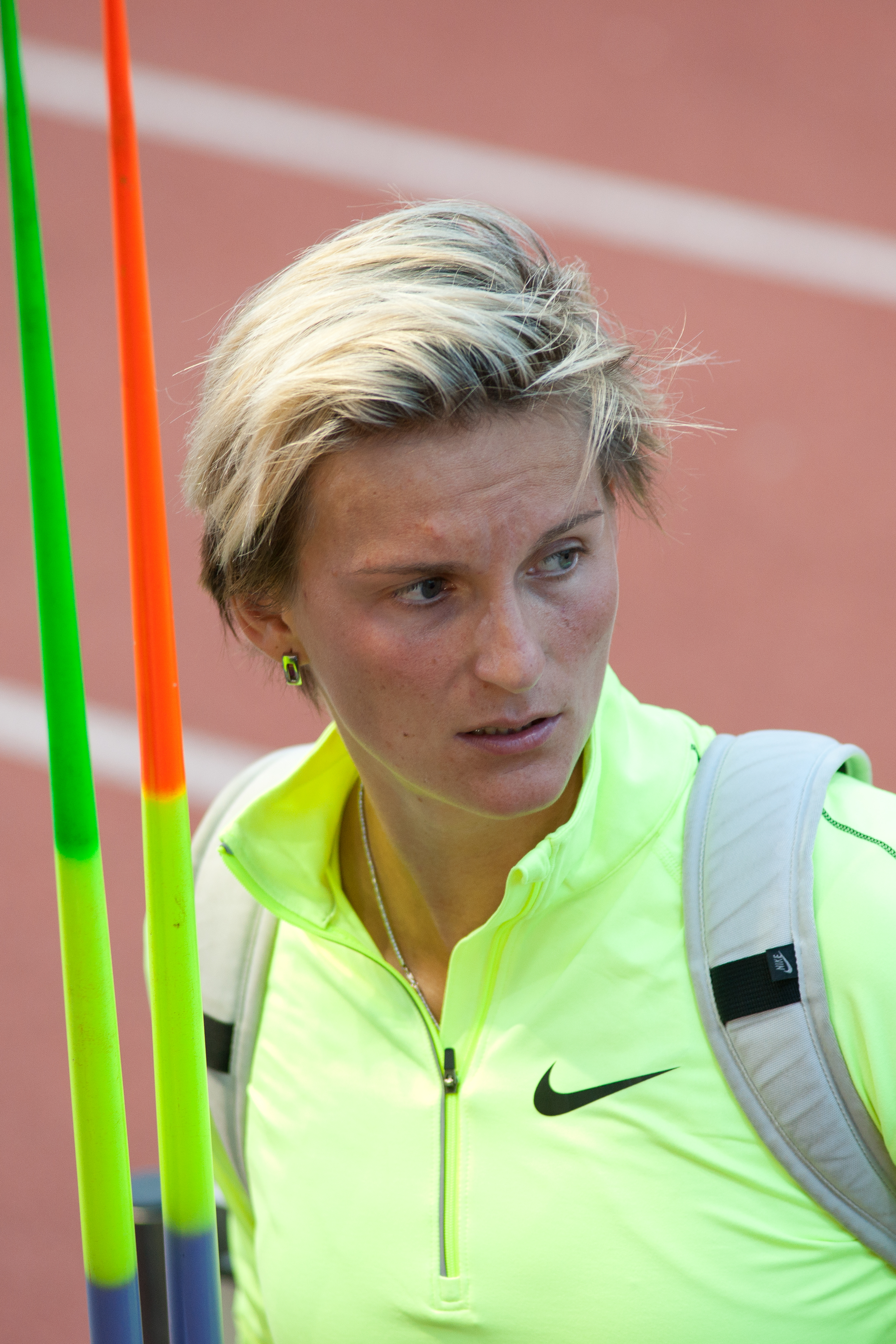
Špotáková na vítězné Diamantové lize 2012 v Lausanne

Na letních olympijských hrách v Londýně patřila opět mezi favoritky, ale očekával se dramatický závod. Na startu byla úřadující mistryně světa Ruska Abakumovová, držitelka do té doby nejlepšího výkonu roku Jihoafričanka Viljoenová či výborné Němky Obergföllová a Stahlová. Barbora vyhrála kvalifikaci a suverénně ovládla i hlavní závod. Vyhrála hodem dlouhým 69,55 m, nejbližší soupeřka, Němka Obergföllová, za ní zaostala o více než čtyři metry! Na vítězství by jí stačil kterýkoli z jejích čtyř platných pokusů.
Po vítězství v Londýně si došla i pro triumf v Diamantové lize, který potvrdila vítězstvím na závěrečném mítinku v Bruselu. Dne 19. prosince 2012 byla  podruhé vyhlášena Sportovcem roku České republiky a navázala na první triumf z ročníku 2008. Nechala za sebou ostatní tři české zlaté medailisty z londýnské olympiády.

### Mistrovství Evropy 2014 v Curychu
Po skončení letní sezóny 2012 si dala od závodění na čas pauzu, vyplněnou těhotenstvím a porodem syna. Vynechala tak celou sezónu 2013 a k závodění se vrátila až na jaře 2014. Krátce po návratu dokázala na ME 2014 v Curychu vybojovat poslední chybějící oštěpařské zlato do své sbírky, když triumfovala hodem o délce 64,41 m.

### Letní olympiáda 2016 v Riu de Janeiru
Na jaře 2016 si zlomila v přípravě zánártní kost na pravé noze. Zranění výrazně ovlivnilo její přípravu na letní sezónu včetně olympijských her v Riu. Přesto dokázala na olympiádě vybojovat bronzovou medaili hodem o délce 64,80 m. Za stříbrnou Sunette Viljoenovou z JAR (64,92 m) zaostala o 12 cm, čtvrtou Polku Marii Andrejczykovou (64,78 m) přehodila o pouhé 2 cm. Překvapivou vítězkou se stala mladá Chorvatka Sandra Kolaková, jejíž oštěp doletěl do vzdálenosti 66,16 m. Z medaile měla i tak velkou radost, v posoutěžních rozhovorech přiznala, že bronzová medaile byla pravděpodobně maximem, na které v Riu mohla dosáhnout.

### Mistrovství světa 2017 v Londýně
Na MS 2017 v Londýně patřila ke spolufavoritkám, když přijela s druhým nejlepším výkonem sezóny 68,26 m z mítinku Diamantové ligy právě zde v Londýně. Na svém oblíbeném stadionu získala po dlouhých deseti letech opět titul mistryně světa hodem ze druhé série 66,76 m. Největšími soupeřkami byly nečekaně Číňanky, ale ani jedné ze třech, které byly ve finále, se již na výkon Špotákové nepodařilo odpovědět. Ling-wej Li brala stříbro za 66,25 m a Lu Chuej-chuej bronz za 65,26 m. Olympijská vítězka z Ria a držitelka nejlepšího výkonu sezóny Sandra Kolaková zůstala bez medaile.

## Přehled výsledků
| Rok  | Soutěž                    | Město          | Stát               | Disciplína | Umístění    | Výkon   | Rekord                                      |
| ---- | ------------------------- | -------------- | ------------------ | ---------- | ----------- | ------- | ------------------------------------------- |
| 2000 | Mistrovství světa juniorů | Santiago       | Chile              | sedmiboj   | 4. místo    |         |                                             |
| 2002 | Mistrovství Evropy        | Mnichov        | Německo            | oštěp      | kvalifikace |         |                                             |
| 2003 | Univerziáda               | Tegu           | Jižní Korea        | oštěp      | 4. místo    | 55,31 m |                                             |
| 2004 | Letní olympijské hry      | Athény         | Řecko              | oštěp      | 23. místo   | 58,20 m |                                             |
| 2005 | Mistrovství světa         | Helsinky       | Finsko             | oštěp      | kvalifikace | 58,74 m |                                             |
| 2006 | Grand Prix                | Helsinky       | Finsko             | oštěp      | 1. místo    | 66,00 m | český rekord                                |
| 2006 | Mistrovství Evropy        | Göteborg       | Švédsko            | oštěp      | kvalifikace | 66,12 m | český rekord                                |
| 2006 | Mistrovství Evropy        | Göteborg       | Švédsko            | oštěp      | 2. místo    | 65,64 m |                                             |
| 2006 | Grand Prix                | Stuttgart      | Německo            | oštěp      | 1. místo    | 66,21 m | český rekord                                |
| 2007 | Mistrovství světa         | Ósaka          | Japonsko           | oštěp      | 1. místo    | 67,07 m | český rekord                                |
| 2007 | Grand Prix                | Stuttgart      | Německo            | oštěp      | 1. místo    | 67,12 m | český rekord                                |
| 2008 | Mítink                    | Zaragoza       | Španělsko          | oštěp      | 1. místo    | 69,15 m | český rekord                                |
| 2008 | Letní olympijské hry      | Peking         | Čína               | oštěp      | 1. místo    | 71,42 m | evropský rekord český rekord                |
| 2008 | Světové atletické finále  | Stuttgart      | Německo            | oštěp      | 1. místo    | 72,28 m | světový rekord evropský rekord český rekord |
| 2009 | Mistrovství světa         | Berlín         | Německo            | oštěp      | 2. místo    | 66,42 m |                                             |
| 2010 | Mistrovství Evropy        | Barcelona      | Španělsko          | oštěp      | 3. místo    | 65,36 m |                                             |
| 2010 | Diamantová liga           | série závodů   | série závodů       | oštěp      | 1. místo    |         |                                             |
| 2011 | Mistrovství světa         | Tegu           | Jižní Korea        | oštěp      | 1. místo    | 71,58 m |                                             |
| 2012 | Letní olympijské hry      | Londýn         | Spojené království | oštěp      | 1. místo    | 69,55 m |                                             |
| 2012 | Diamantová liga           | série závodů   | série závodů       | oštěp      | 1. místo    |         |                                             |
| 2014 | Mistrovství Evropy        | Curych         | Švýcarsko          | oštěp      | 1. místo    | 64,41 m |                                             |
| 2014 | Diamantová liga           | série závodů   | série závodů       | oštěp      | 1. místo    |         |                                             |
| 2015 | Diamantová liga           | série závodů   | série závodů       | oštěp      | 1. místo    |         |                                             |
| 2016 | Mistrovství Evropy        | Amsterdam      | Nizozemsko         | oštěp      | 5. místo    | 62,66 m |                                             |
| 2016 | Letní olympijské hry      | Rio de Janeiro | Brazílie           | oštěp      | 3. místo    | 64,80 m |                                             |
| 2017 | Mistrovství světa         | Londýn         | Spojené království | oštěp      | 1. místo    | 66,76 m |                                             |
| 2021 | Letní olympijské hry      | Tokio          | Japonsko           | oštěp      | kvalifikace | 60,52 m |                                             |
| 2022 | Mistrovství Evropy        | Mnichov        | Německo            | oštěp      | 3. místo    | 60,68 m |                                             |

## Ankety

### Sportovec roku (Česko)

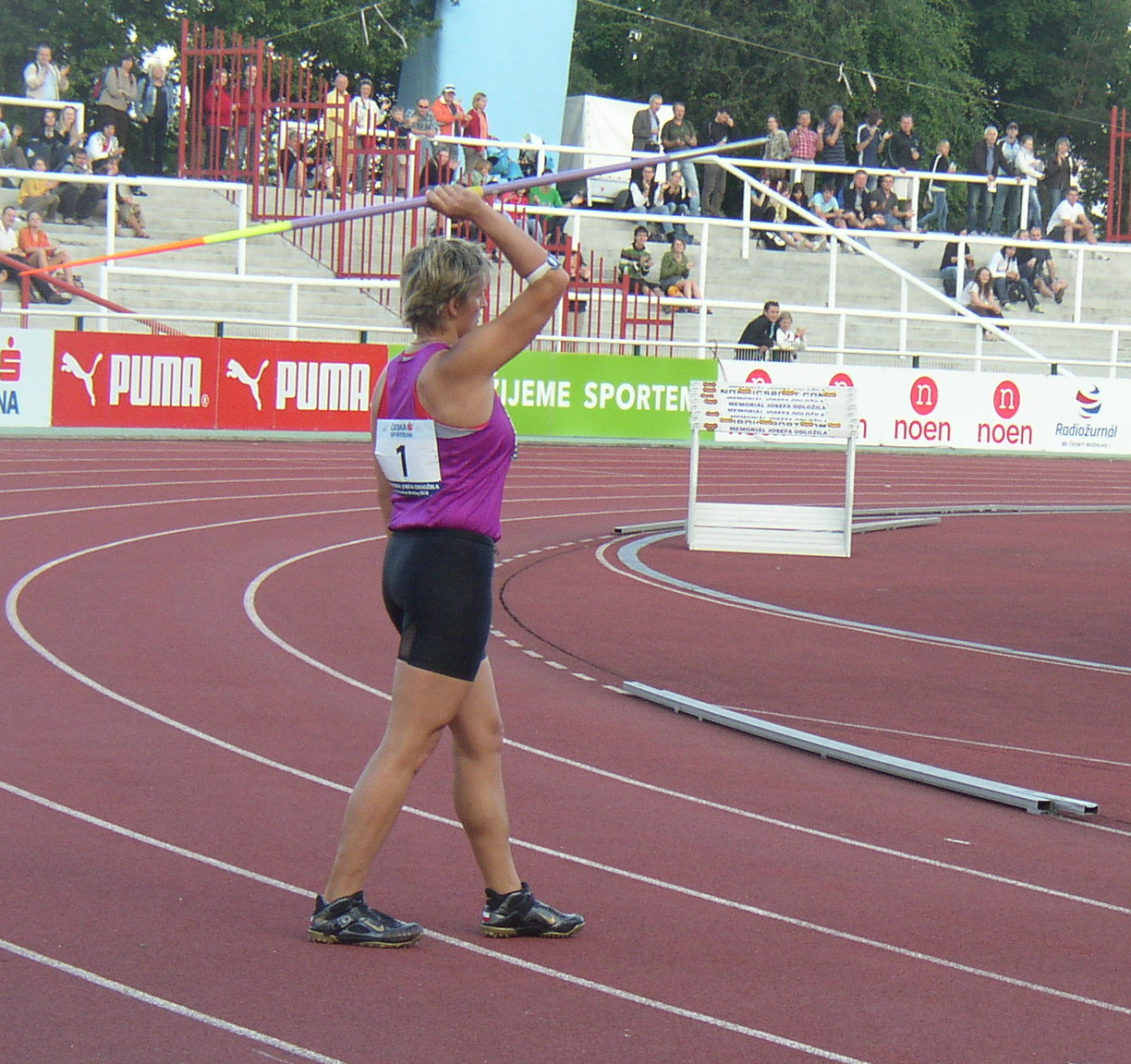
Špotáková před závěrečným hodem na Memoriálu Josefa Odložila 2010

- 2008 – 1. místo
- 2012 – 1. místo

### Atlet roku (Česko)
- 2007 – 1. místo
- 2008 – 1. místo
- 2009 – 1. místo
- 2010 – 1. místo
- 2011 – 1. místo
- 2012 – 1. místo
- 2014 – 1. místo
- 2016 – 1. místo
- 2017 – 1. místo[41]

## Osobní rekordy
- Hod oštěpem: 72,28 m –   současný světový rekord /  současný evropský rekord
- Vrh koulí: 14,53 m (2007)
- Sedmiboj: 5880 bodů (2012)[42]
- Desetiboj: 6749 bodů (2004)

## Veřejná kariéra
Stala se také členkou Národní rady pro sport v rámci Národní sportovní agentury, v oboru Zástupci sportovců.